# Kaō
Kaō K.K. (jap. 花王株式会社, Kaō kabushiki kaisha, engl. Kao Corporation) ist ein im Nikkei 225 gelistetes japanisches Chemie- und Kosmetikunternehmen mit Hauptsitz in Tokio, Japan. In Deutschland ist Kaō über die Unternehmen Guhl Ikebana GmbH (Guhl, John Frieda, Jergens), Kao Germany GmbH (Goldwell, KMS, Molton Brown), Kanebo Germany GmbH und Kao Chemicals GmbH tätig.

## Geschichte
1887 gründete Nagase Tomirō (長瀬 富郎; 1863–1911) das Unternehmen „Nagase Shōten“, das u. a. Seife verkaufte. Ab 1890 wurde die eigene Seife „Kaō Sekken“ (花王石鹸) verkauft. 1925 wurde das Unternehmen in „Kao Sekken K. K. Nagase Shōkai“ (花王石鹸株式会社長瀬商会) umbenannt, dann 1949 in „Kaō Sekken K. K.“ (花王石鹸株式会社) und schließlich 1985 einfach in „Kaō K. K.“ (花王株式会社).
1971 gründete die Beiersdorf AG (60 %) zusammen mit der Kaō K.K. (40 %) das Joint Venture Nivea Kaō K.K. (ニベア花王株式会社) zur Vermarktung von Nivea, später auch der Haarpflegemarke Guhl, auf dem japanischen Markt. Beiersdorf zog sich 1991 aus dem Joint venture bis auf 10 % zurück, seither gehört die Marke Guhl zu 90 % der Kao Corporation.
Das Unternehmen ist auch auf den Märkten Nordamerikas und Europas vertreten. Die Niederlassung des Unternehmens in den Vereinigten Staaten hat ihren Sitz in Cincinnati, Ohio, die deutschen Niederlassungen befinden sich in Darmstadt (Kao Germany GmbH) sowie Emmerich am Rhein (Kao Chemicals GmbH).